# 梅克倫堡的卡爾
梅克倫堡的卡爾（德語：Karl zu Mecklenburg，1785年11月30日—1837年9月21日），普魯士皇家陸軍軍官，梅克倫堡-施特雷利茨大公卡爾二世的幼子。

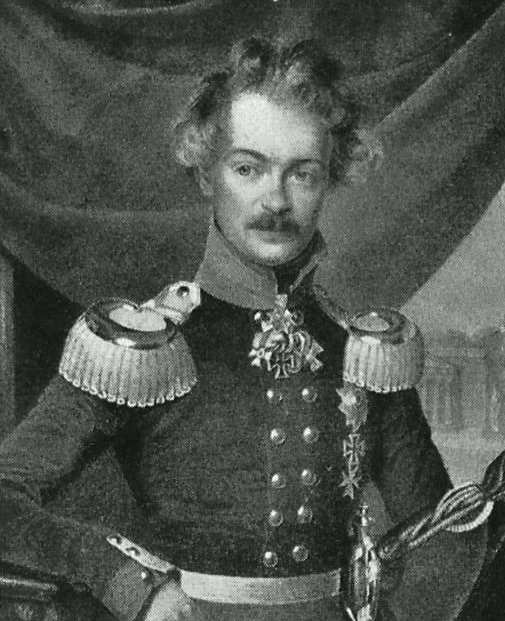

卡爾終生未婚，1837年於柏林去世，享年51歲。